# Арменат
Арменат (азерб. Ərmənət) — село в Огузском районе Азербайджана.
Село находится в 15 км к северо-западу от города Огуз, административного центра Огузского района. Находится на юге Главного Кавказского хребта, к западу от села Хал-Хал и в 210 км к западу от столицы Баку. Население села составляет 749 человек
Местность вокруг Арманата на юге холмистая, а на севере гористая. Здесь преобладает холодный степной климат. Среднегодовая температура составляет 10 ° C.
Население села в основном занимается земледелием, скотоводством, садоводством. В селе присутствует средняя школа, библиотека и поликлиника.
К самому селу можно добраться автобусом Огуз — Хал-хал.
В 1863 году население села составляло 485 человек, из которых 283 мужчины, и 202 женщины.

## Название
Данный ойконим, скорее всего произошел от слова Orman (лес), а вместе с окончанием ət, at образует слово ormanat, что переводится как «лесистая местность».